# Pure Pleasure Records
Pure Pleasure Records is een Brits onderneming die klassieke muziek, jazz, blues, rhythm & blues, rock, popmuziek, soul en wereldmuziek (opnieuw) uitbrengt op vinyl-langspeelplaten. Sommige albums zijn audiofiele 180 grams-platen. De platen die het label uitbrengt verschenen eerder op de grote platenlabels, van Blue Note tot en met Vanguard, lang geleden of meer recent. De opnames van oudere opnamen worden geremasterd.